# Giải bóng đá nữ Cúp Quốc gia 2020
Giải bóng đá nữ Cúp Quốc gia 2020 là giải bóng đá chỉ dành cho nữ được tổ chức lần thứ hai của giải bóng đá nữ Cúp Quốc gia diễn ra từ ngày 12 tháng 7 đến ngày 25 tháng 7 năm 2020.

## Thông tin giải đấu
- Giải bóng đá nữ Cúp Quốc gia 2020 sẽ diễn ra từ ngày 12/7 đến 25/7, trên các sân Trung tâm đào tạo bóng đá trẻ Việt Nam. Đặc biệt, sẽ có sáu trận đấu được truyền hình trực tiếp trên các kênh VTV5, VTV6, tiếp sóng trên hai kênh Youtube VFF Channel và Next Sports.[3]
- Mùa giải 2020, không có nhà tài trợ, có 7 đội bóng đá nữ tham dự, được chia thành 2 bảng A và bảng B:
  - Bảng A: Hà Nội I Watabe (Hà Nội đổi tên), Phong Phú Hà Nam và Apec Sơn La (Sơn La đổi tên).
  - Bảng B: Thành phố Hồ Chí Minh (Thành phố Hồ Chí Minh I đổi tên), Thái Nguyên T&T (TNG Thái Nguyên đổi tên), Than Khoáng Sản Việt Nam và Hà Nội II Watabe (Hà Nội II đổi tên).[4]
- Giải bóng đá nữ Cúp Quốc gia 2020 chia làm hai giai đoạn:
  - Vòng bảng: 07 đội chia hai bảng A và B (01 bảng ba đội và 01 bảng bốn đội) thi đấu vòng tròn một lượt tập trung tại đơn vị đăng cai để tính điểm, xếp hạng.
  - Vòng chung kết: Bốn đội xếp thứ Nhất và xếp thứ Nhì ở hai bảng sẽ thi đấu để xác định đội Vô địch, thứ Nhì, thứ Ba và thứ Tư. Ba đội còn lại thi đấu vòng tròn một lượt tranh hạng Năm, Sáu, Bảy.[5]

## Vòng bảng

### Bảng A
| Hà Nội I Watabe                                                               | 7–0      | Apec Sơn La |
| ----------------------------------------------------------------------------- | -------- | ----------- |
| - Ngân Thị Vạn Sự 3', 12', 31' - Bùi Thị Trang 6' - Phạm Hải Yến 9', 21', 23' | Chi tiết |             |

| Apec Sơn La                                | 2–6      | Phong Phú Hà Nam                                                                                    |
| ------------------------------------------ | -------- | --------------------------------------------------------------------------------------------------- |
| - Trần Thị Thu Hồng 69' - Đặng Thị Mai 88' | Chi tiết | - Nguyễn Thùy Linh 5', 45+1' - Nguyễn Thị Tuyết Dung 7', 24' - Đinh Thị Duyên 79' - Lê Hồng Vân 81' |

| Apec Sơn La                                | 2–6      | Phong Phú Hà Nam                                                                                    |
| ------------------------------------------ | -------- | --------------------------------------------------------------------------------------------------- |
| - Trần Thị Thu Hồng 69' - Đặng Thị Mai 88' | Chi tiết | - Nguyễn Thùy Linh 5', 45+1' - Nguyễn Thị Tuyết Dung 7', 24' - Đinh Thị Duyên 79' - Lê Hồng Vân 81' |

| Phong Phú Hà Nam | 0–1      | Hà Nội I Watabe    |
| ---------------- | -------- | ------------------ |
|                  | Chi tiết | - Phạm Hải Yến 90' |

| VT | Đội              | ST | T | H | B | BT | BB | HS  | Đ | Phân hạng    |
| -- | ---------------- | -- | - | - | - | -- | -- | --- | - | ------------ |
| 1  | Hà Nội I Watabe  | 2  | 2 | 0 | 0 | 8  | 0  | +8  | 6 | Vòng bán kết |
| 2  | Phong Phú Hà Nam | 2  | 1 | 0 | 1 | 6  | 3  | +3  | 3 | Vòng bán kết |
| 3  | Apec Sơn La      | 2  | 0 | 0 | 2 | 2  | 13 | −11 | 0 | Tranh hạng 5 |

### Bảng B
| Thái Nguyên T&T | 0–1      | Hà Nội II Watabe      |
| --------------- | -------- | --------------------- |
|                 | Chi tiết | - Nguyễn Thị Hằng 33' |

| Thành phố Hồ Chí Minh                            | 3–2      | Than Khoáng Sản Việt Nam          |
| ------------------------------------------------ | -------- | --------------------------------- |
| - Lê Hoài Lương 15', 18' - Nguyễn Thị Mỹ Anh 24' | Chi tiết | - Nguyễn Thị Thúy Hằng 45+2', 54' |

| Than Khoáng Sản Việt Nam                 | 2–0      | Thái Nguyên T&T |
| ---------------------------------------- | -------- | --------------- |
| - Châu Thị Vang 38' - Nguyễn Thị Vạn 40' | Chi tiết |                 |

| Hà Nội II Watabe | 0–2      | Thành phố Hồ Chí Minh                              |
| ---------------- | -------- | -------------------------------------------------- |
|                  | Chi tiết | - Nguyễn Thị Bích Thùy 79' - Trần Thị Thu Thảo 83' |

| Thành phố Hồ Chí Minh | 1–2      | Thái Nguyên T&T                                |
| --------------------- | -------- | ---------------------------------------------- |
| - - Huỳnh Như 45+2'   | Chi tiết | - Lê Thị Thùy Trang 20' - Hồ Thị Thanh Mai 27' |

| Than Khoáng Sản Việt Nam                                                                  | 4–0      | Hà Nội II Watabe |
| ----------------------------------------------------------------------------------------- | -------- | ---------------- |
| - Nguyễn Thị Vạn 7' - Nguyễn Thị Trúc Hương 30' - Dương Thị Vân 45+1' - Châu Thị Vang 60' | Chi tiết |                  |

| VT | Đội                      | ST | T | H | B | BT | BB | HS | Đ | Phân hạng    |
| -- | ------------------------ | -- | - | - | - | -- | -- | -- | - | ------------ |
| 1  | Thành phố Hồ Chí Minh    | 3  | 2 | 0 | 1 | 6  | 4  | +2 | 6 | Vòng bán kết |
| 2  | Than Khoáng Sản Việt Nam | 3  | 2 | 0 | 1 | 8  | 3  | +5 | 6 | Vòng bán kết |
| 3  | Hà Nội II Watabe         | 3  | 1 | 0 | 2 | 1  | 6  | −5 | 3 | Tranh hạng 5 |
| 4  | Thái Nguyên T&T          | 3  | 1 | 0 | 2 | 2  | 4  | −2 | 3 | Tranh hạng 5 |

## Vòng chung kết

### Các trận tranh hạng 5
| Hà Nội II Watabe                                                                     | 4–0      | Apec Sơn La |
| ------------------------------------------------------------------------------------ | -------- | ----------- |
| - Nguyễn Thị Lan Hương 53' - Bạch Thu Hiền 60' - Trần Thị Nhung 85' - Vũ Thị Hoa 89' | Chi tiết |             |

| Thái Nguyên T&T                                                                                    | 5–3      | Apec Sơn La                                                        |
| -------------------------------------------------------------------------------------------------- | -------- | ------------------------------------------------------------------ |
| - Lương Trần Hà Lan 45+1' - Hoàng Thị Mỹ Hằng 67' - Lò Thị Hoài 86' - Lê Thị Thùy Trang 90', 90+3' | Chi tiết | - Trần Thị Thu Hường 29' - Trần Thị Thu Hồng 35' - Đinh Thị Lê 79' |

| Hà Nội II Watabe | 1–2      | Thái Nguyên T&T                                           |
| ---------------- | -------- | --------------------------------------------------------- |
| - Vũ Thị Hoa 90' | Chi tiết | - Phạm Thị Lan Anh 26' (ph.l.n) - Trần Thị Thu Phương 66' |

| VT | Đội              | ST | T | H | B | BT | BB | HS | Đ | Phân hạng  |
| -- | ---------------- | -- | - | - | - | -- | -- | -- | - | ---------- |
| 1  | Thái Nguyên T&T  | 2  | 2 | 0 | 0 | 7  | 4  | +3 | 6 | Xếp hạng 5 |
| 2  | Hà Nội II Watabe | 2  | 1 | 0 | 1 | 5  | 2  | +3 | 3 | Xếp hạng 6 |
| 3  | Apec Sơn La      | 2  | 0 | 0 | 2 | 3  | 12 | −9 | 0 | Xếp hạng 7 |

### Vòng bán kết
| Hà Nội I Watabe                                                              | 1–1      | Than Khoáng Sản Việt Nam                                                 |
| ---------------------------------------------------------------------------- | -------- | ------------------------------------------------------------------------ |
| - Biện Thị Hằng 38'                                                          | Chi tiết | - Hà Thị Nhài 61'                                                        |
| Loạt sút luân lưu                                                            |          |                                                                          |
| Nguyễn Thị Huế · Thái Thị Thảo · Bùi Thị Trang · Hồ Thị Quỳnh · Phạm Hải Yến | 2–3      | Lương Thị Thu Hương · Dương Thị Vân · Nguyễn Thị Vạn · Trần Thị Thu Xuân |

| Thành phố Hồ Chí Minh | 1–0      | Phong Phú Hà Nam |
| --------------------- | -------- | ---------------- |
| - Huỳnh Như 70'       | Chi tiết |                  |

### Trận tranh hạng ba
| Hà Nội I Watabe                                           | 3–0      | Phong Phú Hà Nam |
| --------------------------------------------------------- | -------- | ---------------- |
| - Phạm Hải Yến 10' - Hồ Thị Quỳnh 13' - Thái Thị Thảo 70' | Chi tiết |                  |

### Trận chung kết
| Than Khoáng Sản Việt Nam | 0–2      | Thành phố Hồ Chí Minh                      |
| ------------------------ | -------- | ------------------------------------------ |
|                          | Chi tiết | - Nguyễn Thị Bích Thùy 36' - Huỳnh Như 60' |

## Tổng kết toàn giải
- Đội Vô địch: Thành phố Hồ Chí Minh I
- Đội thứ Nhì: Than Khoáng Sản Việt Nam
- Đội thứ Ba: Hà Nội I Watabe
- Giải Phong cách: Hà Nội I Watabe
- Thủ môn xuất sắc nhất giải: Trần Thị Kim Thanh (Thành phố Hồ Chí Minh I)
- Cầu thủ xuất sắc nhất giải: Huỳnh Như (Thành phố Hồ Chí Minh I)
- Cầu thủ ghi nhiều bàn thắng nhất giải: Phạm Hải Yến (Hà Nội I Watabe, 5 bàn)

## Phát sóng
• Kênh phát sóng: VTV5 (Trận khai mạc), VTV6 (Các trận còn lại).
• Kênh Youtube: VFF Channel, Next Sports